# Nuraghe Sambisue
Il nuraghe  Sambisue (in sardo: Sambisue, che significa sanguisuga) è ubicato sulla piana di Campu Lazari
in territorio di Siligo.

## Descrizione
I pochi resti del nuraghe si trovano lungo la linea del confine di Florinas. Al momento è difficile lo schema planimetrico della struttura. L'unico elemento visibile è un tratto murario di forma curvilinea (lungh. 20 m)che faceva parte del paramento esterno del nuraghe che aveva probabilmente la pianta a forma ellittica. Della struttura muraria emerge, nella parte meridionale, un tratto su 2 filari di pietra (lungh. 10 m., h. 0,80 cm.)  e al centro su 3 filari ( h. 1,40 cm.) e un breve tratto orientato a Nord su un unico filare. Nel terreno circostante sono presenti numerosi conci e alcuni sono stati utilizzati per  costruire i muri a secco che delimitano la proprietà.